# Cantone di Fécamp
Il Cantone di Fécamp è una divisione amministrativa dell'arrondissement di Le Havre.
A seguito della riforma complessiva dei cantoni del 2014 è passato da 13 a 35 comuni.

## Composizione
Prima della riforma del 2014 comprendeva i comuni di:
- Criquebeuf-en-Caux
- Épreville
- Fécamp
- Froberville
- Ganzeville
- Gerville
- Les Loges
- Maniquerville
- Saint-Léonard
- Senneville-sur-Fécamp
- Tourville-les-Ifs
- Vattetot-sur-Mer
- Yport

Dal 2015 comprende i comuni di:
- Ancretteville-sur-Mer
- Angerville-la-Martel
- Colleville
- Contremoulins
- Criquebeuf-en-Caux
- Criquetot-le-Mauconduit
- Écretteville-sur-Mer
- Életot
- Épreville
- Fécamp
- Froberville
- Ganzeville
- Gerponville
- Gerville
- Limpiville
- Les Loges
- Maniquerville
- Riville
- Saint-Léonard
- Saint-Pierre-en-Port
- Sainte-Hélène-Bondeville
- Sassetot-le-Mauconduit
- Senneville-sur-Fécamp
- Sorquainville
- Thérouldeville
- Theuville-aux-Maillots
- Thiergeville
- Thiétreville
- Tourville-les-Ifs
- Toussaint
- Valmont
- Vattetot-sur-Mer
- Vinnemerville
- Yport
- Ypreville-Biville